# Nicolet-Yamaska
Nicolet-Yamaska ist eine regionale Grafschaftsgemeinde (französisch municipalité régionale de comté, MRC) in der kanadischen Provinz Québec.
Sie liegt in der Verwaltungsregion Centre-du-Québec und besteht aus 16 untergeordneten Verwaltungseinheiten (eine Stadt, elf Gemeinden und vier Sprengel). Die MRC wurde am 1. Januar 1982 gegründet. Der Hauptort ist Nicolet. Die Einwohnerzahl beträgt 23.159 (Stand: 2016) und die Fläche 1.007,09 km², was einer Bevölkerungsdichte von 23,0 Einwohnern je km² entspricht.

## Gliederung
Stadt (ville)
- Nicolet

Gemeinde (municipalité)
- Aston-Jonction
- Baie-du-Febvre
- Grand-Saint-Esprit
- La Visitation-de-Yamaska
- Pierreville
- Saint-Célestin
- Sainte-Eulalie
- Saint-François-du-Lac
- Saint-Léonard-d’Aston
- Sainte-Monique
- Saint-Wenceslas

Sprengel (municipalité de paroisse)
- Saint-Célestin
- Saint-Elphège
- Sainte-Perpétue
- Saint-Zéphirin-de-Courval

Auf dem Gebiet der MRC Bécancour liegt auch das Indianerreservat Odanak, das jedoch autonom verwaltet wird und eine Enklave bildet.

## Angrenzende MRC und vergleichbare Gebiete
- Trois-Rivières
- Bécancour
- Arthabaska
- Drummond
- Pierre-De Saurel
- Maskinongé